# И Бог создал женщину (фильм, 1988)
«И Бог создал женщину» (англ. And God Created Woman) — американский кинофильм. В 1956—1957 годах фильм Роже Вадима «И Бог создал женщину» открыл путь к славе его супруге Брижит Бардо. Через 30 лет режиссёр вновь обратился к знакомому сюжету.

## Сюжет
Сбежав из тюрьмы в Нью-Мехико, Робин Шэй всё время попадает в трагикомичные истории. Но в результате ей даже удаётся завести роман с кандидатом в губернаторы.

## В ролях
- Ребекка де Морнэй — Робин Шэй
- Винсент Спано — Билли Моран
- Фрэнк Ланджелла — Джеймс Тирнан
- Донован Литч — Питер Моран
- Джудит Чапман — Александра Тирнан

## Отзывы
Фильм получил негативные отзывы кинокритиков. На сайте Rotten Tomatoes у него 38 % положительных оценок на основе 8 рецензий. Роджер Эберт поставил фильму 2 звезды из 4, написав: «Это первый раз, когда было переделано название, а не фильм».